# Музей історії міста Горлівка
Музе́й істо́рії мі́ста Го́рлівка — самостійна державна установа, центр науково-дослідної роботи та соціально-культурного життя міста.

## Історія
1957 р. вважається роком заснування Музею історії міста Горлівка, коли на потребу пануючої тоді ідеології була створена виставка, що розташувалася в кімнаті — музею Палацу культури шахти «Кочегарка». Вона була присвячена 40-річчю Жовтневих подій 1917 р. Як вказувалося в путівнику автора Ф. Самохвалова: «Необхідно було побудувати більш-менш цілісну картину, яка б відтворювала життя й боротьбу міста за останні дев'яносто років, і тим самим надати можливість молоді довідатися про минуле свого міста …» З цього почався музей історії міста Горлівка.
У 1967 р. музей історії переїхав у приміщення по вулиці Пушкінській. У 1979 р. надано адміністративний статус відділу Донецького обласного краєзнавчого музею, став називатися — Горловський історико-революційний музей. У лютому 1992 р. музей відповідно до рішення виконкому обласної Ради народних депутатів № 8 від 22.01.1992 р. і наказу обласного керування культури № 10 від 04.02.1992 р., а також відповідно до розпорядження Горловського міськвиконкому народних депутатів № 46-р від 28.02.1992 р. «Про прийом майна до комунальної власності» одержав статус самостійного музею й повернув свою колишню назву «Музей історії міста Горлівка».

## Керівництво
У 1979 р. установу, як відділ Донецького обласного краєзнавчого музею, очолила Гавриленко Наталя Володимирівна (1979—1986 р.). Наступними директорами були Рибалко Галина Григорівна (1986—1989 р.) і Коломієць Галина Миколаївна (1991—2003 р.). Зараз музей очолює Савенко Наталя Олександрівна, працює в музеї з листопада 1980 року. За цей період вона пройшла шлях від наукового співробітника до старшого й ведучого, і в 2003 році була призначена директором. У 2008 році їй було надано звання «Заслужений працівник культури України». Незмінним головним хоронителем фондів з початку функціонування музею в статусі самостійного й до сьогодні працює Маслова Любов Володимирівна. Свій професійний шлях істориків у музеї історії міста Горлівки почали й два кандидати історичних наук: Евсеєнко Сергій Андрійович і Сусліков В'ячеслав Євгенович.

## Діяльність
Музей сьогодні — це понад 32 000 експонатів. Найцінніші з них: скіфська статуя (VI-V ст. до н. е.), жіноча статуетка салтовской культури (VII-І ст. н. е.), оригінал заповіту засновника міста П. Н. Горлова (1908 р.).
З історією міста знайомлять десять експозиційних залів такими назвами, як «Степ кочовий», «Може, і про нас коли-небудь згадають», "Він місто заснував, і ім'я дав йому ", «Горлівка на переломі епох» тощо.
Музей історії бере участь у різних конкурсах і фестивалях. На обласних конкурсах «Найкраща музейна виставка», «Найкращий музейний проект» неодноразово ставав переможцем, одержував гранти.
Музей має нагороди: настільну медаль П. М. Горлова до 225-річчю від дня заснування міста; срібну настільну медаль «75 років Донецької області»; настільну медаль П. М. Горлова до 230-річчю від дня заснування міста.
Окреме місце займають науково-практичні конференції «Генеалогія горловчан» (проходять щорічно з 2000 р.). Кожна конференція має свою тематику й розрахована на широке коло зацікавлених дослідників. Ця робота спрямована на вивчення мікроісторії, соціальної історії міста.

## Видання
1. Історія Горлівки в документах і матеріалах. Частина перша / Упорядники Сусликов В. Є., Шевлякова Т. Ю., Маслова Л. В. та інш. — Горлівка: Поліпрес, 2008. — 291 с.
2. Історія Горлівки в документах і матеріалах. Частина друга / Упорядники Шевлякова Т. Ю., Арусланова Н. В., Прохорова Л. Б. та ін. — Донецьк: Журнал «Донбас». Національна спілка письменників України, 2009. — 324 с.
3. Історія Горлівки в родоводах горлівчан. Збірка статей та матеріалів / Упорядники Савенко Н. О., Маслюк І. А. та ін. — Донецьк: Журнал «Донбас». Національна спілка письменників України, 2010. — 460 с.
4. Раритети міста Горлівка / Укладачі Коломієць Г. Н., Муханова В. А., Савенко Н. А. — Горлівка.(рос.)
5. Пам'ятники розповідають: Зб. статей/ Під заг. ред. Н. О. Савенко. — Донецьк: Журнал «Донбас». Національна спілка письменників України. — 116 с.